# فيلي غاردينر
فيلي غاردينر (بالإنجليزية: Willie Gardiner)‏ (15 أغسطس 1929 في المملكة المتحدة - 5 يناير 2007 في المملكة المتحدة) هو لاعب كرة قدم بريطاني في مركز الهجوم. لعب مع ليستر سيتي ونادي ريدنغ ونادي رينجرز وSudbury Town F.C. ‏.